# Felgendreher Olfs Köchling
Felgendreher Olfs Köchling ist ein deutsches Architekturbüro, das 2015 von Christian Felgendreher, Johannes Olfs und Christina Köchling in Berlin gegründet wurde.

## Partner
Christian Felgendreher (* 1980 in Bremen) studierte bis 2008 Architektur an der Universität der Künste Berlin und arbeitete bei David Chipperfield Architects in London (2008) und bei Kuehn Malvezzi in Berlin (2010). Felgendreher lehrte bei Hilde Léon an der LU Hannover (2014–2016).
Johannes Olfs (* 1979 in Breddorf) machte eine Lehre zum Zimmermann (1998–2000) und studierte bis 2008 Architektur an der Universität der Künste Berlin. Olfs arbeitete bei von Ballmoos Krucker in Zürich (2009) und bei Miller Maranta in Basel (2010–2014).
Christina Köchling (* 1979 in Unna) machte eine Ausbildung zur Tischlerin (1998–2001) und studierte bis 2008 Architektur an der Universität der Künste Berlin und arbeitete bei Christ & Gantenbein in Basel (2008–2012). Köchling lehrte bei Bruno Krucker und Stephen Bates an der TU München (2012–2014), bei Donatella Fioretti an der TU Berlin (2016), als Lehrbeauftragte an der Universität der Künste Berlin (2016), als Gastprofessorin an der TU Dresden (2019–2020) und an der BTU Cottbus (2020–2022) und als Juniorprofessorin an der Bauhaus-Universität Weimar (2023–2026).

## Bauwerke
Eine Auswahl von Felgendreher Olfs Köchling wurde von Georg Aerni fotografiert.
- 2015–2020: Primarschule, Azmoos mit Merz Kley Partner[1][2][3][4][5]
- 2016–2020: Johann Jacobs Haus, Bremen[6][7][8]
- 2016–2021: Werkhof, Bülach mit Maurus Schifferli und Merz Kley Partner[9]
- 2019–2024: Werkhof, Uri mit Maurus Schifferli

## Auszeichnungen und Preise
- 2020: Bronze – Fritz Höger Preis für Johann Jacobs Haus, Bremen[10]
- 2021: Sonderpreis – Heinze Award für Primarschule, Azmoos
- 2021: Shortlist – DAM Preis für Johann Jacobs Haus, Bremen
- 2022: 1. Preis Constructive Alps für Primarschule, Azmoos
- 2022: BDA Preis Bremen für Johann Jacobs Haus, Bremen
- 2024: Prix Lignum Zentralschweiz für Werkhof, Uri